# Lizergid (LSD)
Lizergid (LSD; kratica od njem. Lysergsäurediethylamid, LSD-25 ili acid) je dietilamid lizerginske (lizergične) kiseline(C20H25N3O).
Vrsta je psihotropne tvari. Uvrštena je u Hrvatskoj na temelju Zakona o suzbijanju zlouporabe droga na Popis droga, psihotropnih tvari i biljaka iz kojih se može dobiti droga te tvari koje se mogu uporabiti za izradu droga, pod Popis droga i biljaka iz kojih se može dobiti droga, pod 2. Popis psihotropnih tvari i biljaka, Odjeljak 1 - Psihotropne tvari sukladno Popisu 1. Konvencije UN-a o psihotropnim tvarima iz 1971. godine. Kemijsko ime je 9,10-didehidro-N,N-dietil-6-metilergolin-8β-karboksamid.

## Osobine
LSD je polusintetska psihodelična droga iz porodice triptamina. Sintetizira se iz lizerginske kiseline, dobivene iz plijesni s raži.
LSD je osjetljiv na kisik, ultraljubičasto svjetlo i klor, pogotovo u otapalu. LSD može potrajati godinama pravilno zaštićen od svjetla i vlage na niskoj temperaturi. U čistom obliku je bezbojan, bez mirisa i nema okusa. LSD se obično koristi oralno, u obliku kocke šećera, na upijajućem papiru ili u oblika želatine. U svom tekućem obliku može se unijeti intravenozno.

Sintetsko je halucinogeno sredstvo koje djeluje u izvanredno malim dozama; 20 do 50 μg ili mcg) (1 mikrogram je 0,000 001 grama, što će reći da je 20 x 0,000001 = 0,00002g).
LSD je izašao iz laboratorija Sandoz i predstavljen kao droga namijena korištenju u psihijatriji, na početku se pokazao kao obećavajuća tvar u liječenju teških psihičkih poremećaja, i kao takav se počeo pod strogim nadzorom koristiti u nekim psihijatrijskim ustanovama. Kako je LSD sve više izlazio u javnost time je započela i zloupotreba, uskoro je zabranjen za korištenje u bilo koje svrhe, medicinske, rekreativne ili spiritualne. Bez obzira na to, u nekim intelektualnim krugovima LSD se smatra obećavajućom drogom. Određene organizacije podupiru LSD poput Beckley Foundation, MAPS, Istraživački institut Heffter, Albert Hofmann Foundation i njegovo istraživanje za korištenje u medicinske svrhe.

## Podrijetlo i povijest
Švicarski kemičari Arthur Stoll i dr. Albert Hofmann radeći za Sandoz labarotorij u Baselu (Švicarska) prvi su otkrili LSD slučajno, 16. studenog 1938. iz lizerginske kiseline, koje ima u raženoj gljivici (Claviceps purpurea).

Rad laboratorija se zasnivao kao istraživački program kojemu je zadatak bio otkriti potencijalnu korist derivata Ergot alkaloida za medicinske svrhe. Psihodelična svojstva LSD-a otkrivena su tek 1943. kad se Hofmann vratio na proučavanje onogo što je tada nazvao neobičan predosjećaj.
Hofmann je 16. travnja prvi put slučajno otkrio svojstva LSD-a kada mu se vrlo mala količina upila kroz kožu, što ga je navelo da namjerno testira dozu od 250 µg. 19. travnja. Taj dan se naziva dan s biciklom, jer Hofmann je nakon uzimanja LSD-a krenuo svojoj kući na biciklu - kada je počeo primjećivati vrlo čudne i jake efekte LSD-a, dok je došao doma efekti su samo kulminirali, nakon otprilike 6 sati počeo se "vraćati" u "normalno" stanje.

Sve do 1966., LSD je bio distribuiran besplatno od tvrtke Sandoz zainteresiranim znastvenicima pod trgovačkim imenom Delysid. Psihijatri su počeli primjenjivati Delysid kako bi bolje shvatili shizofreniju. Mnoga klinička ispitavanja su vršena u psihodeličnoj psihoterapiji, rezultati su uglavnom bili pozitivni.
Pioniri LSD terapije i njegova istraživanja u psihijatriji su Humphry Osmond, Abram Hoffer i Duncan Blewett, svi su radili u instituciji Saskatchewan.
Na drugim poljima u interakciji s "LSD-om" istaknuo se Aldous Huxley, književnik koji je promovirao LSD kao snažno sredstvo mentalnog istraživanja i samospoznaje.
S Harvarda dolaze Timothy Leary, Ralph Metzner i Ram Dass sa svojim projektima na temu psihodelije, njihova istraživanja i aktivizam 1970-ih godina u americi stvorili su snažni kontrakulturni pokret.
Popularnosti LSD-a među američkim je studentima nakon 1960. mnogo pridonio bivši profesor Harvardova sveučilišta Timothy Leary svojim predavanjima, pokusima i knjigama.
Uživanje LSD-a proširilo se 1960-tih među mladeži u zapanim zemljama. Nakon 1970. popularnost mu je znatno smanjena zbog teških posljedica koje može izazvati. Trgovina tom drogom progoni se i strogo kažnjava.

## Utjecaj
Nije dokazano da LSD uzrokuje fiziološku i fizičku ovisnost, no opasnost je od uzimanja LSD-a u nepredvidivim efektima.
Kao antagonist na serotoninske receptore uzorkuje plastične, obojene vizije, preosjetljivost prema mirisima i zvukovima, fenomen sinestezije, poremećen osjećaj prostora i vremena, osjećaj otuđenja tijela (depersonalizacija) i dr.
Efekti LSD-a normalno traju 8 do 16 sati, a prvi znaci vidljivi su 30 do 60 minuta nakon uzimanja. Tolerancija na LSD slabi i nestaje već nakon 3 dana, LSD vrlo teško može izazvati psihičku ovisnost, a fizička niti ne postoji i dosad nije zabilježena.
LSD je samo ključ za vrata, ono što se događa osobi ovisi samo o osobi i njenom okolišu. Loš trip je gotovo uvijek izazvan zbog loših uvjeta i stava osobe. Iskustvo ovisi o stanju svijesti koje osoba ima prije uzimanja LSD-a i O okolišu odnosno atmosferi u kojoj se osoba nalazi. Okoliš predstavlja društvo, okolnosti iliti atmosferu. To se još naziva set i setting po riječima dr. Timothya Learya.
Psihički efekti su stanje povišene svijesti, eventualno povećan kreativni i socijalni aspekt, drugačije shvaćanje stvarnosti, doživljavanje istih stvari na drugi način, drugim riječima kao što se često navodi i duboka religiozna odnosno spiritualna iskustva.
LSD može biti triger (okidač) u pojavi shizofrenije, no u tim slučajevima potrebno je zadovoljiti mnoge kriterije što je vrlo rijetko. Osoba mora biti kandidat (naprimjer i najčešće zbog genetike) za shizofreniju i u trijeznom stanju, no i samo to nije dovoljno. LSD može prouzrokovati psihičke traume koje će potrajati nakon "skidanja", međutim i za to je vrlo važna osoba i okolina. Osobe s bilo kakvim psihičkim poremećajima ili izuzetno nestabilni karakter lako podliježu lošem iskustvu. Okolina u kojoj se osoba osjeća neugodno, neželjeno, u strahu i slično često je uzrok lošem iskustvu.
Obično i skoro uvijek kada se LSD podmetne osobi koja potom ne zna što je uzela i što joj se događa dolazi do lošeg tripa i najčešće ozbiljnijih psihičkih poteškoća kasnije. Što nije slučaj samo za LSD već i za druge droge. Vrlo je važno za konzumenta znati što se događa i zbog čega.